# 352834 Malaga
352834 Malaga este o planetă minoră (asteroid) din centura de asteroizi. A fost descoperită pe 6 noiembrie 2008 la  de  și a fost numită după Málaga. 
Obiectul prezintă o orbită caracterizată de o semiaxă mare de 2,3753138023031 UAi, o excentricitate de 0,27273167181898, o înclinație de 5,1967566807457 ° în raport cu ecliptica.